# Bujaraloz By Night
Bujaraloz By Night és una peça per a piano sol de Carles Santos. Forma part del disc Pianotrack, del segell discogràfic Lintera Música.

## Context de la composició
Es desconeix l'any exacte en que Bujaraloz By Night va ser composta, però apareix per primera vegada l'any 1984 en el tercer disc LP enregistrat per Santos, titulat Pianotrack. El mateix Santos, quan va explicar l'anècdota sobre la composició d'aquesta peça, no va especificar en quin any es va produir. Explica que, en un viatge amb cotxe entre Barcelona i Madrid de matinada, el cotxe se li va avariar en la carretera enmig dels Monegros, i va ser remolcat fins a una estació de servei a Bujaraloz. Allí, assegut en un bar mentre li arreglaven el cotxe, va escriure la peça en una hora i poc.
L’obra s'emmarca en un període intermitent de la vida del compositor. L’època a Nova York ja havia passat, i, tot i que encara realitzava nombrosos viatges internacionals, estava arrelant-se de nou a Vinaròs. En els següents anys, va fundar la Companyia Carles Santos, amb la qual estrenava els seus espectacles escènics. No obstant, aquesta dècada va coincidir amb un període de desmotivació i depressió. Molts projectes els deixava inacabats, no complia encàrrecs i fins i tot no es presentava a concerts que ja estaven programats.

## Descripció de l'obra
La peça té un estil minimalista. Una interpretació habitual sol durar entre set i deu minuts, depenent del tempo i les repeticions de cada variació.
Es podria considerar un tema en variacions, tot i que entre cada variació únicament canvia entre una i quatre notes. La tècnica utilitzada per a aquesta obra es coneix com a "expansió per repetició incrementada", que consisteix en anar variant un tema de manera molt breu però significativa, fins a crear un tema totalment diferent.
El pedal el manté durant tot els temes complets. Per tant, tot i que la peça és monofònica, es crea una sensació de polifonia construïda nota a nota.